# Sournia
Sournia [suʁnja]  est une commune française située dans le nord du département des Pyrénées-Orientales, en région Occitanie. Sur le plan historique et culturel, la commune est dans le Fenouillèdes, une dépression allongée entre les Corbières et les massifs pyrénéens recouvrant la presque totalité du bassin de l'Agly.
Exposée à un climat océanique altéré, elle est drainée par la Desix et par divers autres petits cours d'eau. La commune possède un patrimoine naturel remarquable composé de trois zones naturelles d'intérêt écologique, faunistique et floristique.
Sournia est une commune rurale qui compte 480 habitants en 2022, après avoir connu un pic de population de 1 073 habitants en 1851. Ses habitants sont appelés les Sourniannais ou  Sourniannaises.
Ses habitants sont les Sourniannais.

## Géographie

### Localisation
La commune de Sournia se trouve dans le département des Pyrénées-Orientales, en région Occitanie.
Elle se situe à 37 km à vol d'oiseau de Perpignan, préfecture du département, à 12 km de Prades, sous-préfecture, et à 36 km de Rivesaltes, bureau centralisateur du canton de la Vallée de l'Agly dont dépend la commune depuis 2015 pour les élections départementales.
La commune fait en outre partie du bassin de vie d'Ille-sur-Têt.
Les communes les plus proches sont : 
Prats-de-Sournia (2,3 km), Campoussy (2,4 km), Pézilla-de-Conflent (3,4 km), Rabouillet (4,3 km), Le Vivier (4,9 km), Felluns (5,0 km), Vira (5,2 km), Tarerach (6,3 km).
Sur le plan historique et culturel, Sournia fait partie du Fenouillèdes, une dépression allongée entre les Corbières et les massifs pyrénéens recouvrant la presque totalité du bassin de l'Agly. Ce territoire est culturellement une zone de langue occitane.

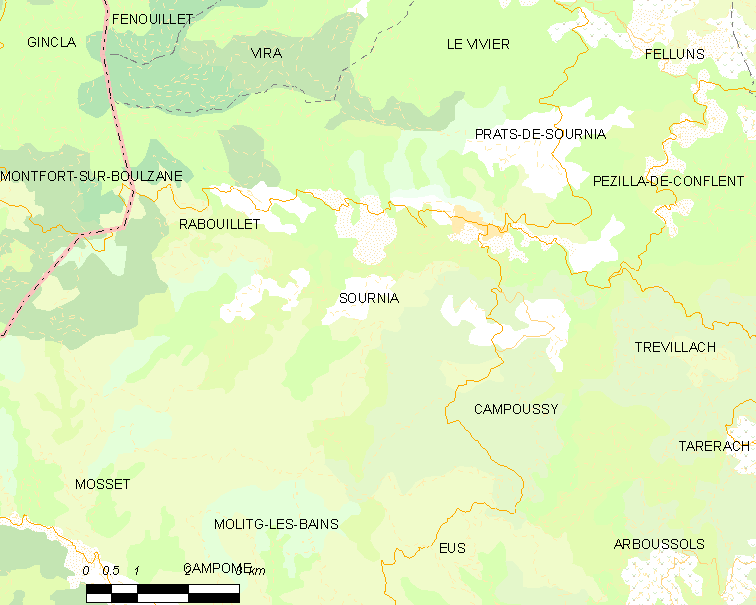
Situation de la commune.

| Le Vivier  | Prats-de-Sournia | Trévillach |
| Rabouillet | Sournia          | Campoussy  |
| Mosset     | Molitg-les-Bains | Eus        |

### Géologie et relief
La commune est classée en zone de sismicité 3, correspondant à une sismicité modérée.

### Climat
Pour des articles plus généraux, voir Climat de l'Occitanie et Climat des Pyrénées-Orientales.
En 2010, le climat de la commune est de type climat méditerranéen altéré, selon une étude du CNRS s'appuyant sur une série de données couvrant la période 1971-2000. En 2020, Météo-France publie une typologie des climats de la France métropolitaine dans laquelle la commune est exposée à un climat de montagne ou de marges de montagne et est dans la région climatique Pyrénées orientales, caractérisée par une faible pluviométrie, un très bon ensoleillement (2 600 h/an), un air sec, particulièrement en hiver et peu de brouillards.
Pour la période 1971-2000, la température annuelle moyenne est de 12,4 °C, avec une amplitude thermique annuelle de 14,8 °C. Le cumul annuel moyen de précipitations est de 714 mm, avec 7,3 jours de précipitations en janvier et 4,6 jours en juillet. Pour la période 1991-2020, la température moyenne annuelle observée sur la station météorologique la plus proche, située sur la commune d'Eus à 9 km à vol d'oiseau, est de 13,6 °C et le cumul annuel moyen de précipitations est de 539,8 mm,. Pour l'avenir, les paramètres climatiques de la commune estimés pour 2050 selon différents scénarios d’émission de gaz à effet de serre sont consultables sur un site dédié publié par Météo-France en novembre 2022.

### Milieux naturels et biodiversité
L’inventaire des zones naturelles d'intérêt écologique, faunistique et floristique (ZNIEFF) a pour objectif de réaliser une couverture des zones les plus intéressantes sur le plan écologique, essentiellement dans la perspective d’améliorer la connaissance du patrimoine naturel national et de fournir aux différents décideurs un outil d’aide à la prise en compte de l’environnement dans l’aménagement du territoire.
Une ZNIEFF de type 1 est recensée sur la commune :
les « garrigues de Sournia et grotte du Desix » (731 ha), couvrant 4 communes du département et deux ZNIEFF de type 2, : 
- la « forêt de Boucheville » (4 928 ha), couvrant 8 communes dont deux dans l'Aude et six dans les Pyrénées-Orientales[16] ;
- le « massif du Fenouillèdes » (34 157 ha), couvrant 40 communes dont une dans l'Aude et 39 dans les Pyrénées-Orientales[17].

Carte des ZNIEFF de type 1 et 2 à Sournia.
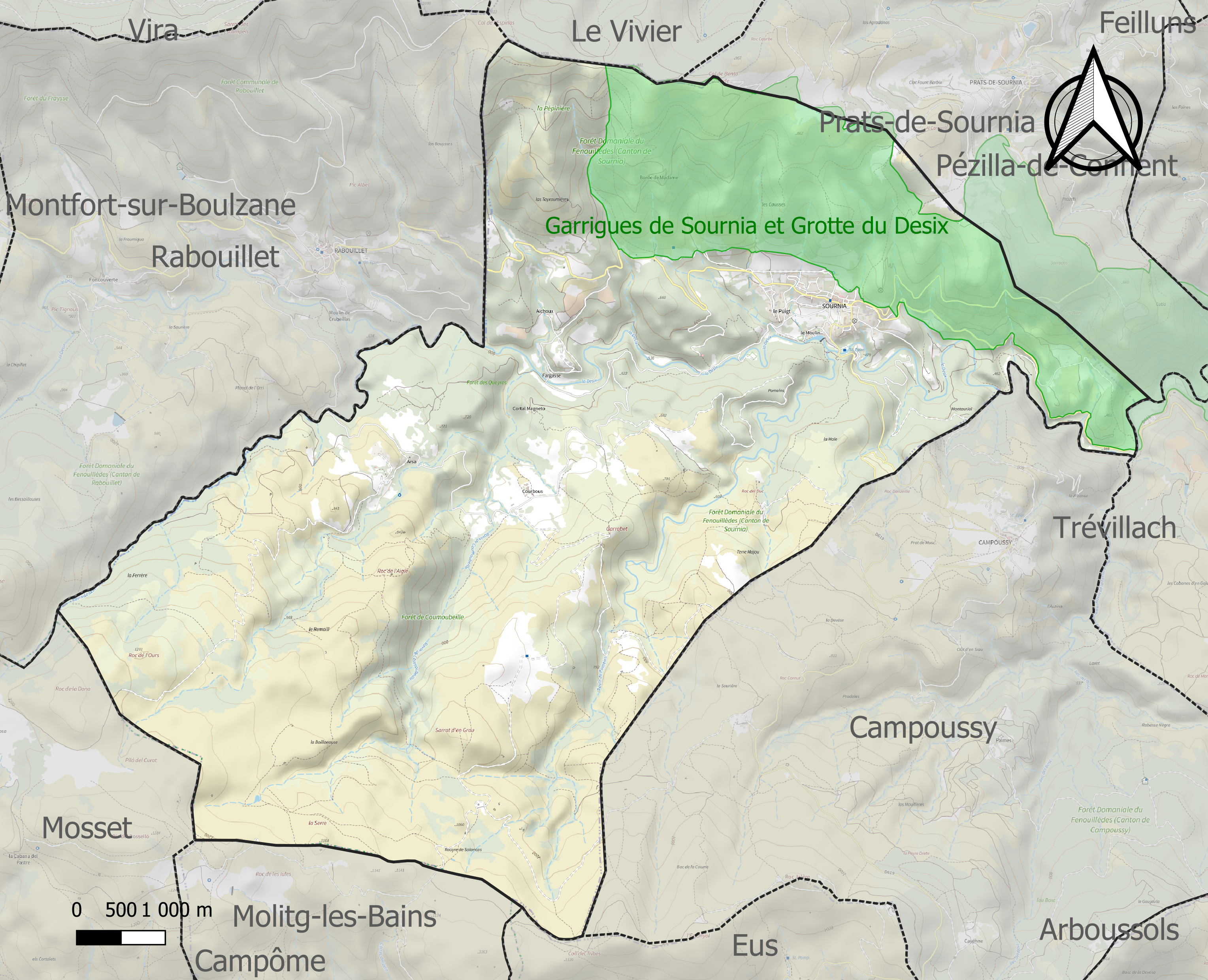
Carte de la ZNIEFF de type 1 sur la commune.
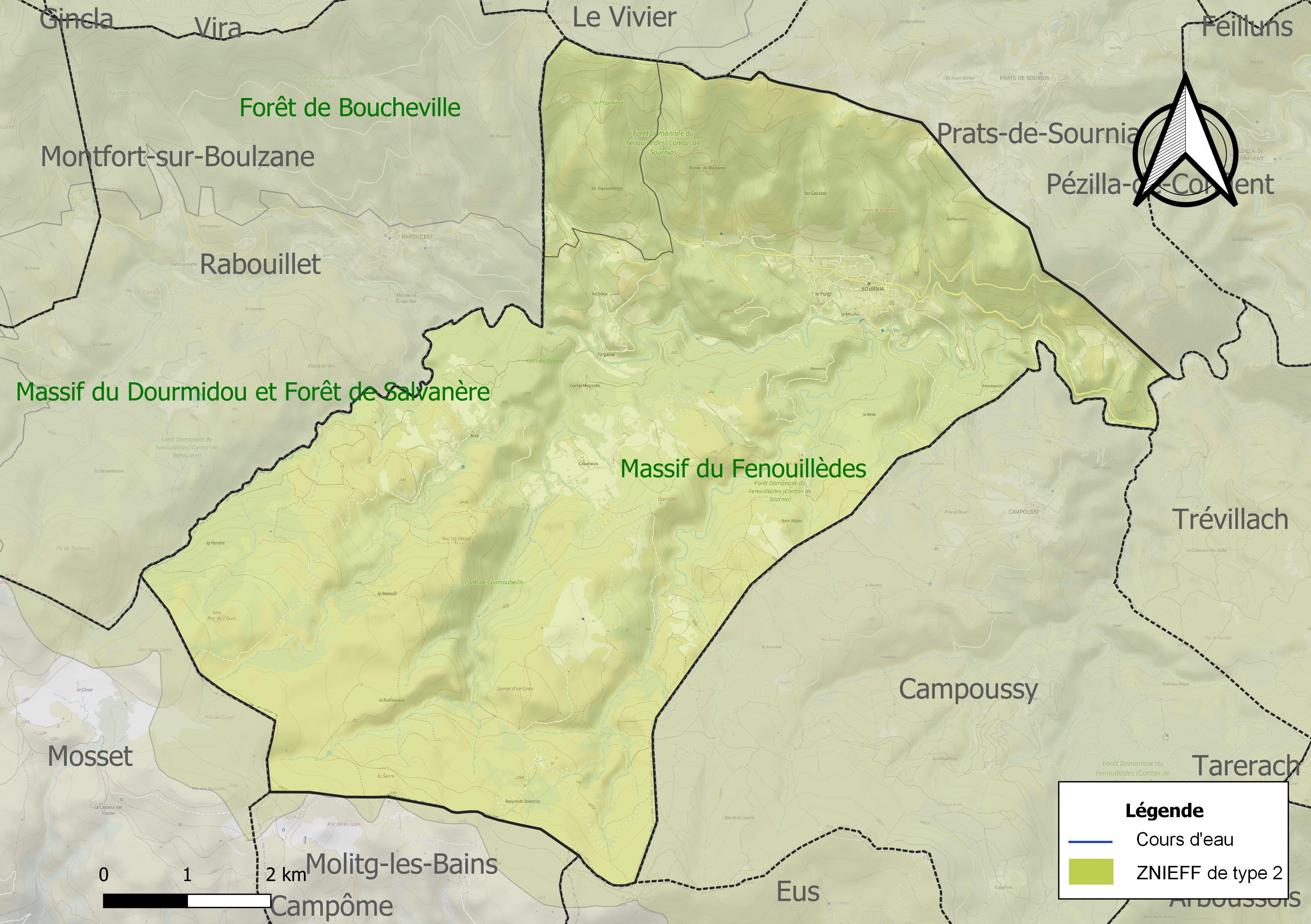
Carte des ZNIEFF de type 2 sur la commune.

## Urbanisme

### Typologie
Au 1er janvier 2024, Sournia est catégorisée commune rurale à habitat dispersé, selon la nouvelle grille communale de densité à sept niveaux définie par l'Insee en 2022.
Elle est située hors unité urbaine et hors attraction des villes,.

### Occupation des sols
L'occupation des sols de la commune, telle qu'elle ressort de la base de données européenne d’occupation biophysique des sols Corine Land Cover (CLC), est marquée par l'importance des forêts et milieux semi-naturels (84,6 % en 2018), en augmentation par rapport à 1990 (82,3 %). La répartition détaillée en 2018 est la suivante : 
milieux à végétation arbustive et/ou herbacée (63 %), forêts (20,3 %), zones agricoles hétérogènes (11,3 %), prairies (3 %), espaces ouverts, sans ou avec peu de végétation (1,3 %), zones urbanisées (1,1 %). L'évolution de l’occupation des sols de la commune et de ses infrastructures peut être observée sur les différentes représentations cartographiques du territoire : la carte de Cassini (XVIIIe siècle), la carte d'état-major (1820-1866) et les cartes ou photos aériennes de l'IGN pour la période actuelle (1950 à aujourd'hui).

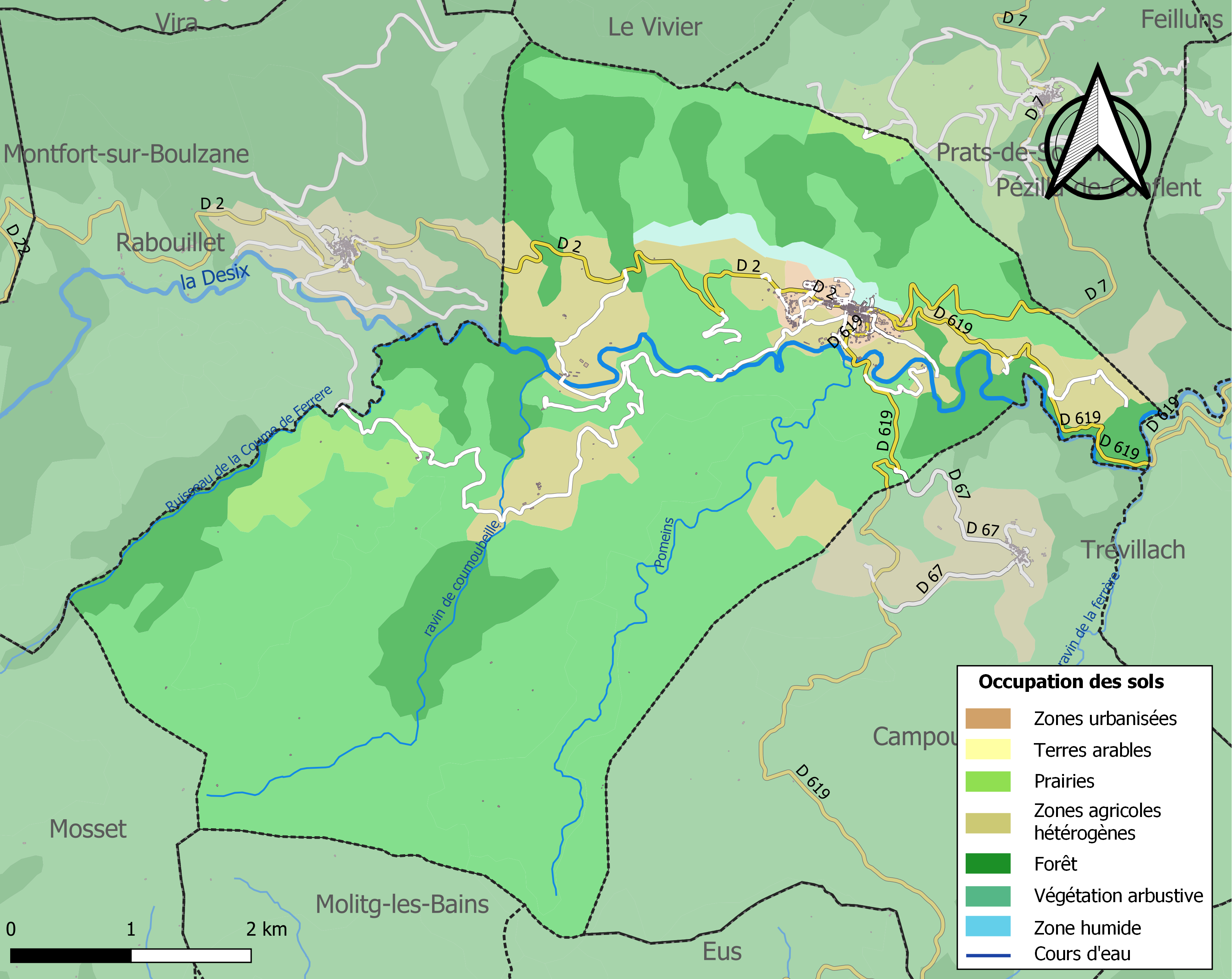
Carte des infrastructures et de l'occupation des sols de la commune en 2018 (CLC).

### Risques majeurs
Le territoire de la commune de Sournia est vulnérable à différents aléas naturels : inondations, climatiques (grand froid ou canicule), feux de forêt, mouvements de terrain et séisme (sismicité modérée). Il est également exposé à un risque particulier, le risque radon,.

#### Risques naturels

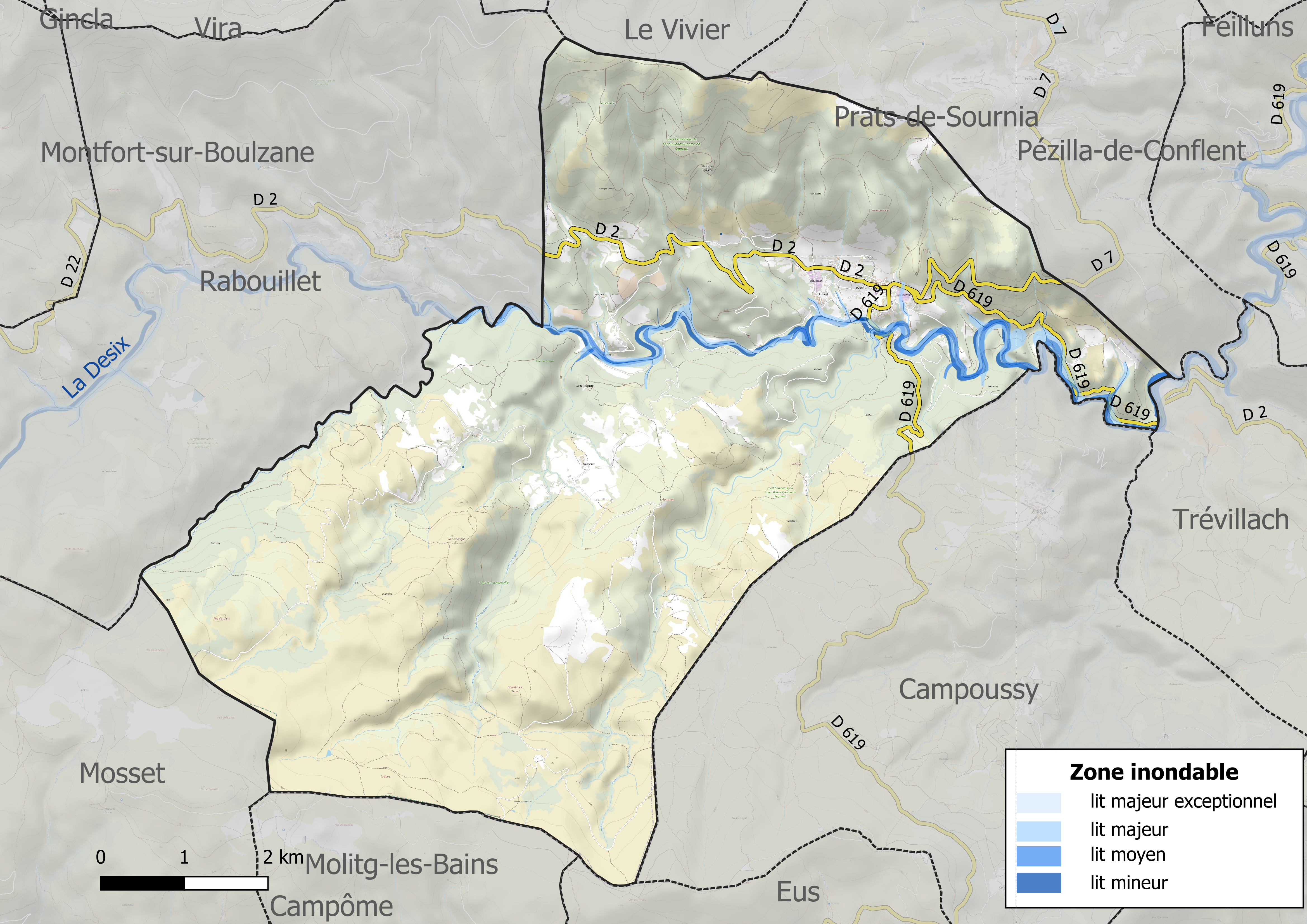
Zones inondables de la commune de Sournia.

Certaines parties du territoire communal sont susceptibles d’être affectées par le risque d’inondation par crue torrentielle de cours d'eau du bassin de l'Agly.
Les mouvements de terrain susceptibles de se produire sur la commune sont soit des glissements de terrain, soit des chutes de blocs.

#### Risque particulier
Dans plusieurs parties du territoire national, le radon, accumulé dans certains logements ou autres locaux, peut constituer une source significative d’exposition de la population aux rayonnements ionisants. Toutes les communes du département sont concernées par le risque radon à un niveau plus ou moins élevé. Selon la classification de 2018, la commune de Sournia est classée en zone 3, à savoir zone à potentiel radon significatif.

## Toponymie
En occitan, le nom de la commune est Sornian, en catalan, Sornià. Sournia se situe dans la zone linguistique occitane, où la voyelle "u" est prononcée [y] et non [u], ce qui est un fait reconnu par les chercheurs, occitanistes comme catalanistes.
Du latin Sauriniano (Xe siècle). En occitan Sorhna (1371), Sournhan (1639).

## Histoire
Le bourg de Sournia est établi sur l’emplacement d’un ancien oppidum gallo-celtique, comme Campoussy, comme le village de Perles, aujourd'hui simple métairie. Sa situation dans une vallée plantée de vignes et d'oliviers lui fait une place à part dans une contrée aussi âpre.
Le lieu de Tavernoles près de Sournia et Sournia sont cités dans des documents du Xe siècle. Ces lieux font partie de la vicomté de Fenouillèdes jusqu'en 1262, date à laquelle la vicomté est rattachée au royaume de France. En 1371 Guilhem de Sournia tient le Castel Vièlh de Sournia pour le baron Guilhem de Peyrepertuse, seigneur de Rabouillet.

## Politique et administration

### Liste des maires
| Période      | Période                   | Identité     | Étiquette   | Qualité              |
| ------------ | ------------------------- | ------------ | ----------- | -------------------- |
| 1967         | 1973                      | Louis Vidal  | DVG         |                      |
| juin 1995    | mars 2001                 | René Delonca |             |                      |
| mars 2001    | décembre 2018 (démission) | Paul Blanc   | UMP puis LR | sénateur (2001-2011) |
| janvier 2019 | En cours                  | Yvon Crambes |             |                      |

## Population et société

### Démographie ancienne
La population est exprimée en nombre de feux (f) ou d'habitants (H).
| 1693  | 1709  | 1720  | 1774  | 1788  | 1789  |
| ----- | ----- | ----- | ----- | ----- | ----- |
| 192 f | 113 f | 113 f | 186 f | 726 H | 160 f |

### Démographie contemporaine
L'évolution du nombre d'habitants est connue à travers les recensements de la population effectués dans la commune depuis 1793. Pour les communes de moins de 10 000 habitants, une enquête de recensement portant sur toute la population est réalisée tous les cinq ans, les populations de référence des années intermédiaires étant quant à elles estimées par interpolation ou extrapolation. Pour la commune, le premier recensement exhaustif entrant dans le cadre du nouveau dispositif a été réalisé en 2006.

En 2022, la commune comptait 480 habitants, en évolution de −3,42 % par rapport à 2016 (Pyrénées-Orientales : +3,92 %, France hors Mayotte : +2,11 %).
| 1793 | 1800 | 1806 | 1821 | 1831 | 1836 | 1841 | 1846 | 1851  |
| ---- | ---- | ---- | ---- | ---- | ---- | ---- | ---- | ----- |
| 761  | 814  | 812  | 882  | 929  | 957  | 933  | 945  | 1 073 |

| 1856  | 1861 | 1866 | 1872 | 1876 | 1881 | 1886 | 1891 | 1896 |
| ----- | ---- | ---- | ---- | ---- | ---- | ---- | ---- | ---- |
| 1 006 | 950  | 921  | 885  | 850  | 765  | 725  | 686  | 634  |

| 1901 | 1906 | 1911 | 1921 | 1926 | 1931 | 1936 | 1946 | 1954 |
| ---- | ---- | ---- | ---- | ---- | ---- | ---- | ---- | ---- |
| 604  | 604  | 583  | 463  | 410  | 424  | 389  | 382  | 347  |

| 1962 | 1968 | 1975 | 1982 | 1990 | 1999 | 2006 | 2011 | 2016 |
| ---- | ---- | ---- | ---- | ---- | ---- | ---- | ---- | ---- |
| 351  | 339  | 296  | 339  | 376  | 367  | 414  | 491  | 497  |

| 2021 | 2022 | - | - | - | - | - | - | - |
| ---- | ---- | - | - | - | - | - | - | - |
| 486  | 480  | - | - | - | - | - | - | - |

Note : À la fin du XIXe siècle, la longévité des habitants de Sournia semble être réputée comme étant l'une des plus longues de France, sans que cela soit réellement vérifiable pour autant.
| selon la population municipale des années : | 1968 | 1975 | 1982 | 1990 | 1999 | 2006 | 2009 | 2013 |
| Rang de la commune dans le département      | 107  | 103  | 118  | 110  | 115  | 114  | 110  | 109  |
| Nombre de communes du département           | 232  | 217  | 220  | 225  | 226  | 226  | 226  | 226  |

### Enseignement
Le secteur du collège est Ille-sur-Têt.

### Manifestations culturelles et festivités
- Fête patronale : 8 septembre[37] ;
- Fêtes communales : 3 février et 10 août[37] ;
- Foire : 16 octobre[37].

### Sports
Plusieurs équipements sportifs sont présents sur la commune, parmi lesquels un stade de football et un city-stade.

## Économie

### Revenus
En 2018, la commune compte 173 ménages fiscaux, regroupant 352 personnes. La médiane du revenu disponible par unité de consommation est de 18 250 € (19 350 € dans le département).

### Emploi
|                | 2008   | 2013   | 2018   |
| -------------- | ------ | ------ | ------ |
| Commune        | 5,5 %  | 6,4 %  | 8,6 %  |
| Département    | 10,3 % | 12,9 % | 13,3 % |
| France entière | 8,3 %  | 10 %   | 10 %   |

En 2018, la population âgée de 15 à 64 ans s'élève à 280 personnes, parmi lesquelles on compte 66,8 % d'actifs (58,2 % ayant un emploi et 8,6 % de chômeurs) et 33,2 % d'inactifs,. Depuis 2008, le taux de chômage communal (au sens du recensement) des 15-64 ans est inférieur à celui de la France et du département.
La commune est hors attraction des villes,. Elle compte 269 emplois en 2018, contre 278 en 2013 et 207 en 2008. Le nombre d'actifs ayant un emploi résidant dans la commune est de 163, soit un indicateur de concentration d'emploi de 165 % et un taux d'activité parmi les 15 ans ou plus de 43,1 %.
Sur ces 163 actifs de 15 ans ou plus ayant un emploi, 122 travaillent dans la commune, soit 75 % des habitants. Pour se rendre au travail, 51,5 % des habitants utilisent un véhicule personnel ou de fonction à quatre roues, 42,4 % s'y rendent en deux-roues, à vélo ou à pied et 6,1 % n'ont pas besoin de transport (travail au domicile).

### Activités hors agriculture

#### Secteurs d'activités
35 établissements sont implantés  à Sournia au 31 décembre 2019. Le tableau ci-dessous en détaille le nombre par secteur d'activité et compare les ratios avec ceux du département,.
| Secteur d'activité                                                     | Commune | Commune | Département |
| Secteur d'activité                                                     | Nombre  | %       | %           |
| ---------------------------------------------------------------------- | ------- | ------- | ----------- |
| Ensemble                                                               | 35      |         |             |
| Industrie manufacturière, industries extractives et autres             | 7       | 20 %    | (8,7 %)     |
| Construction                                                           | 6       | 17,1 %  | (14,3 %)    |
| Commerce de gros et de détail, transports, hébergement et restauration | 9       | 25,7 %  | (30,5 %)    |
| Information et communication                                           | 4       | 11,4 %  | (1,9 %)     |
| Activités financières et d'assurance                                   | 2       | 5,7 %   | (3 %)       |
| Activités immobilières                                                 | 1       | 2,9 %   | (6,2 %)     |
| Administration publique, enseignement, santé humaine et action sociale | 2       | 5,7 %   | (13,9 %)    |
| Autres activités de services                                           | 4       | 11,4 %  | (8,5 %)     |

Le secteur du commerce de gros et de détail, des transports, de l'hébergement et de la restauration est prépondérant sur la commune puisqu'il représente 25,7 % du nombre total d'établissements de la commune (9 sur les 35 entreprises implantées  à Sournia), contre 30,5 % au niveau départemental.

### Agriculture
|               | 1988 | 2000 | 2010  | 2020  |
| ------------- | ---- | ---- | ----- | ----- |
| Exploitations | 25   | 11   | 7     | 7     |
| SAU (ha)      | 491  | 408  | 1 294 | 1 120 |

La commune est dans les Fenouillèdes », une petite région agricole occupant le nord-ouest  du département des Pyrénées-Orientales. En 2020, l'orientation technico-économique de l'agriculture  sur la commune est la polyculture et/ou le polyélevage. Sept exploitations agricoles ayant leur siège dans la commune sont dénombrées lors du recensement agricole de 2020 (25 en 1988). La superficie agricole utilisée est de 1 120 ha,,.
La commune fait partie de l'AOC Côtes-du-Roussillon.

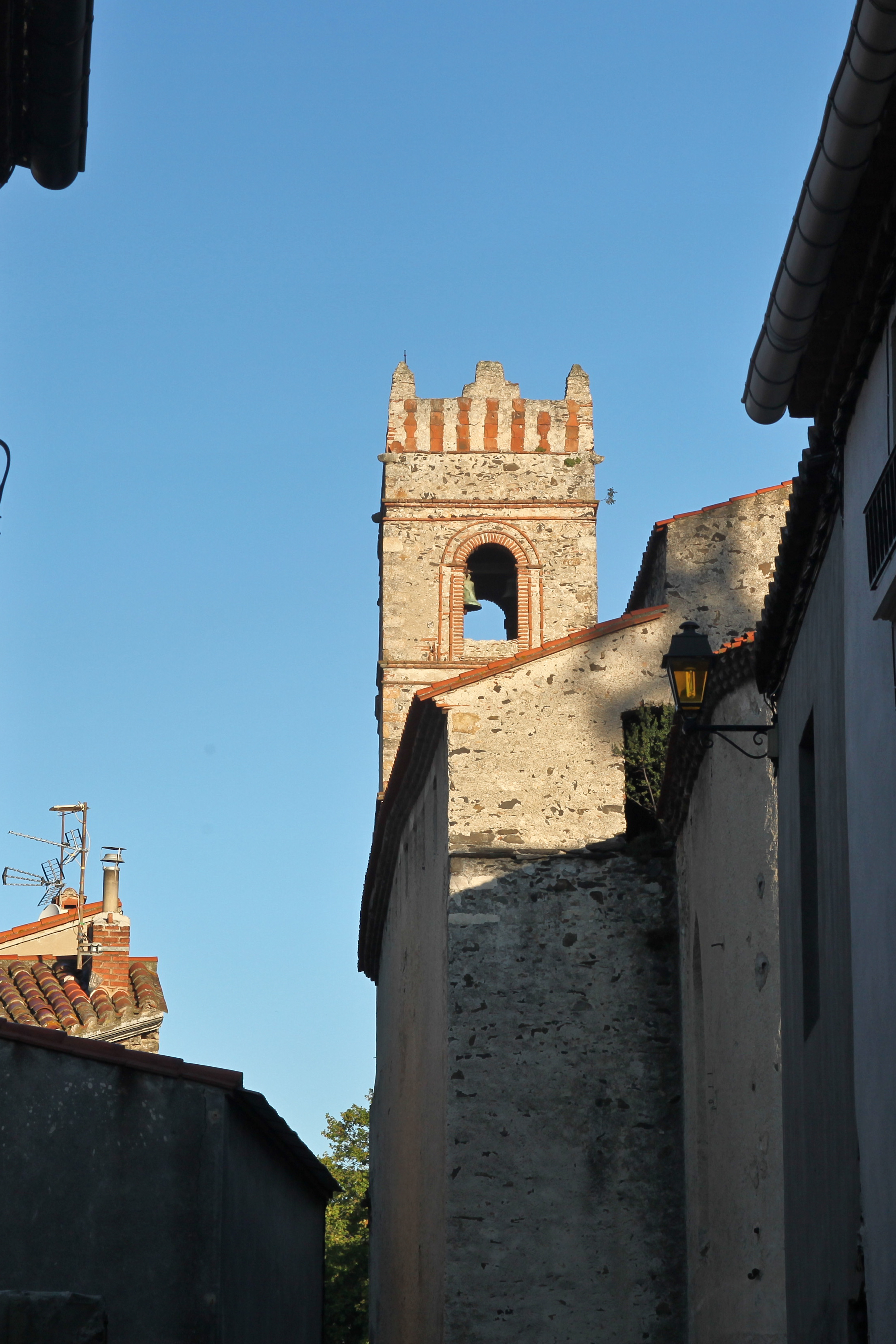
Église de la Nativité de Notre-Dame de Sournia

## Culture locale et patrimoine

### Monuments et lieux touristiques
- La chapelle Saint-Michel de Sournia du Xe siècle[41]. Elle est en ruines.
- L'ancienne église Sainte-Félicité des Xe et XIe siècles. L'édifice a été classé au titre des monuments historiques en 1965[42].
- L'église Saint-Just de Courbous, autre église romane située sur la commune.
- l'église Saint-Laurent d'Arsa, de style roman également, du XIIe siècle. L'édifice a été classé au titre des monuments historiques en 1973[43].
- L'église de la Nativité de Notre-Dame de Sournia : construite en 1660 dans la partie la plus élevée du fort du Roi.
- Le château de Sournia - en ruines.
- Le Hameau du Pug (graphié 'puch' en orthographe non normalisée), ancien fief des Templiers.Vue générale de Sournia.

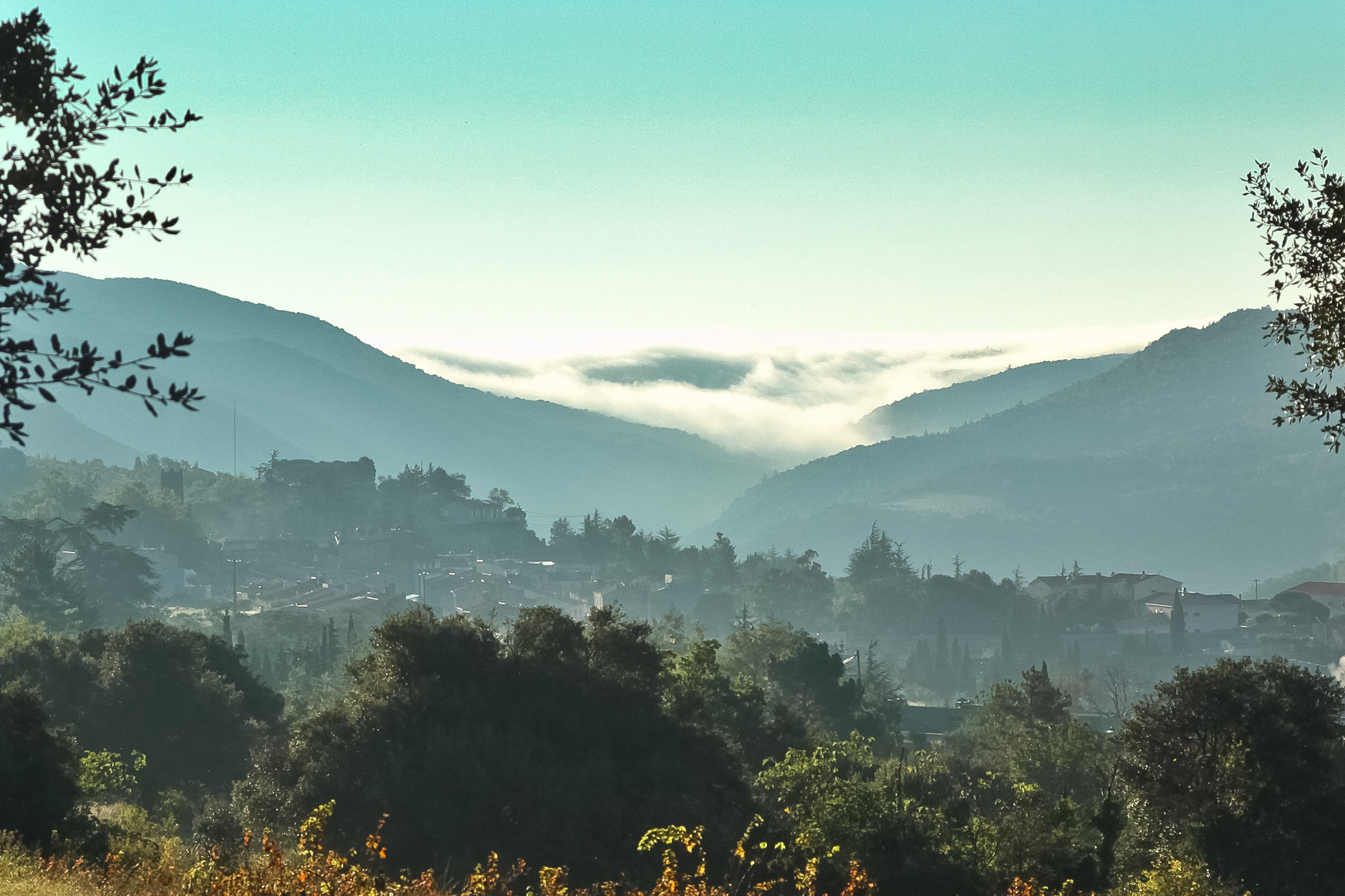
Vue générale de Sournia.

- La Grotte du Menièr (Ménié en orthographe non normalisée) est une caverne que M. Mir, curé de Sournia, fit transformer en chapelle en 1874. Elle se trouve en bordure de la route nationale 619 à 2 km environ de Sournia.
- Le Pont de Ròcaverd (Roquevert en orthographe non normalisée), situé en contrebas de Sournia (en venant d'Ille-sur-Têt), il existe en fait 3 ponts sur la Désix.
- La Fontaine du Pòu (Pou en orthographe non normalisée) qui alimente le village en eau potable, et qui se déverse dans un vaste réseau de canaux d'irrigation pour les jardins.
- Le Chemin du Pou du milieu qui longe les jardins irrigués par le réseau de canaux alimenté par l'eau de la  fontaine.
- Sournia est traversée par le sentier de grande randonnée 36.
- Le moulin de Roqueveyre.

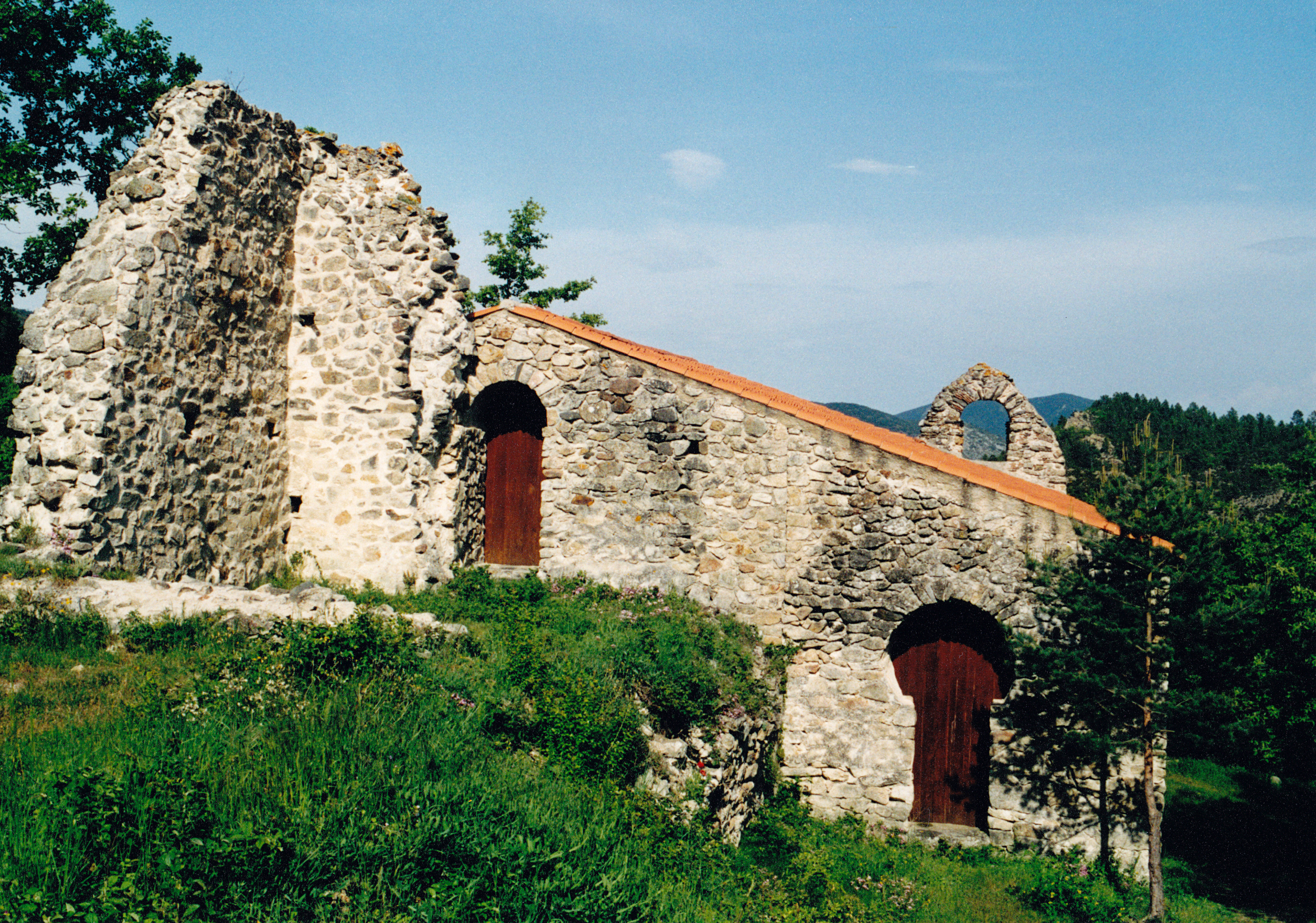
Saint-Michel
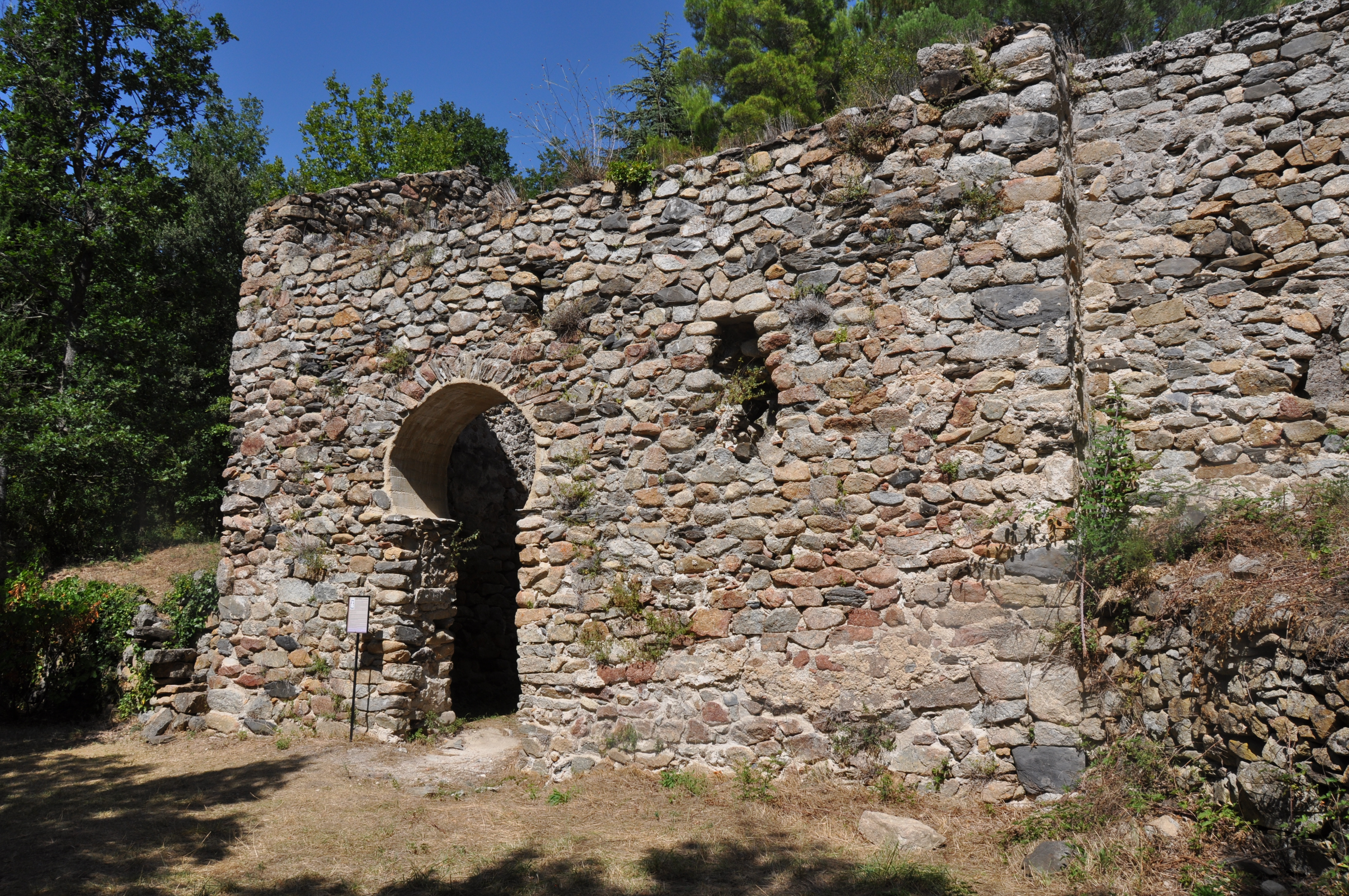
Sainte-Félicité
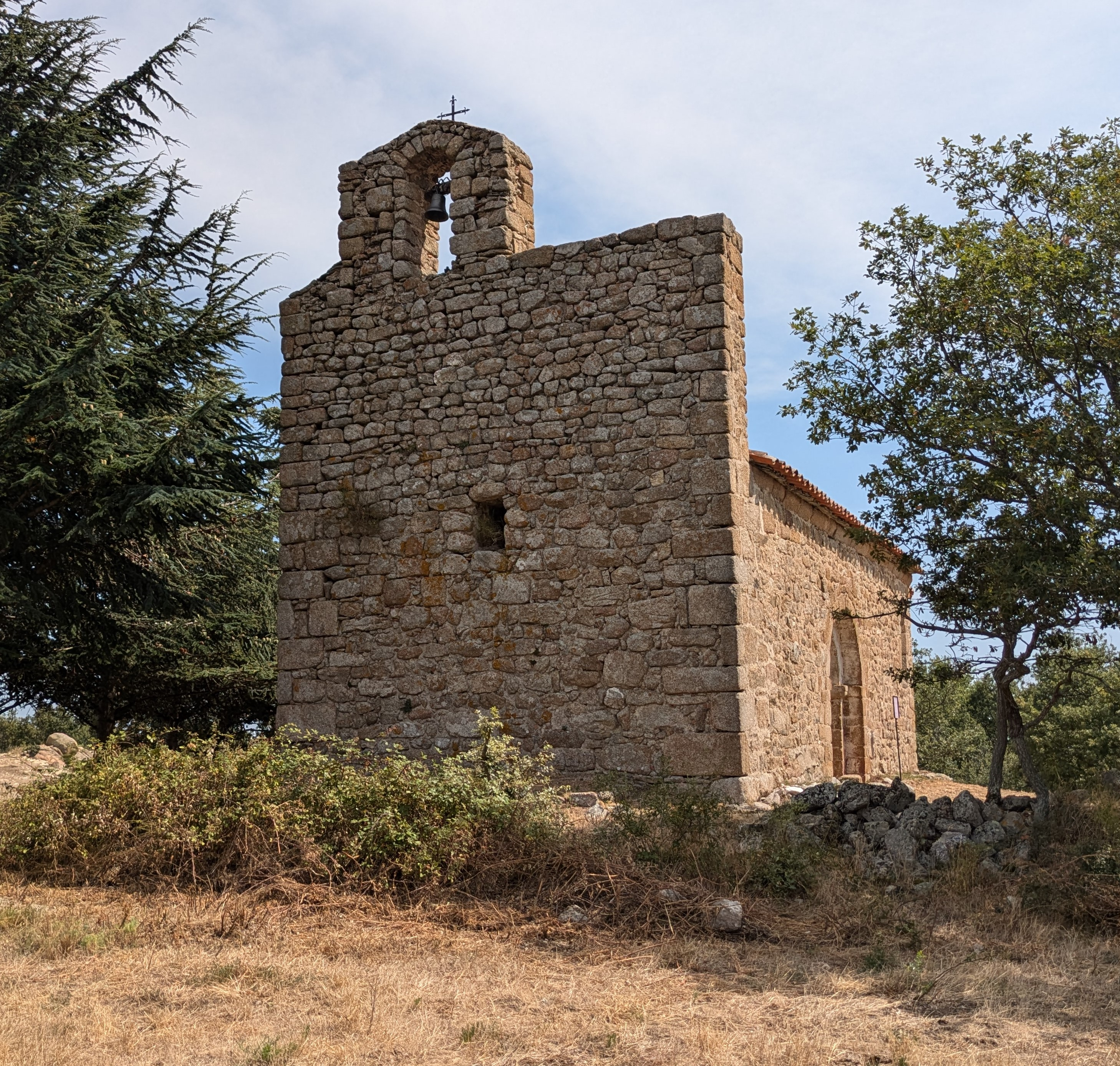
Saint-Laurent d'Arsa
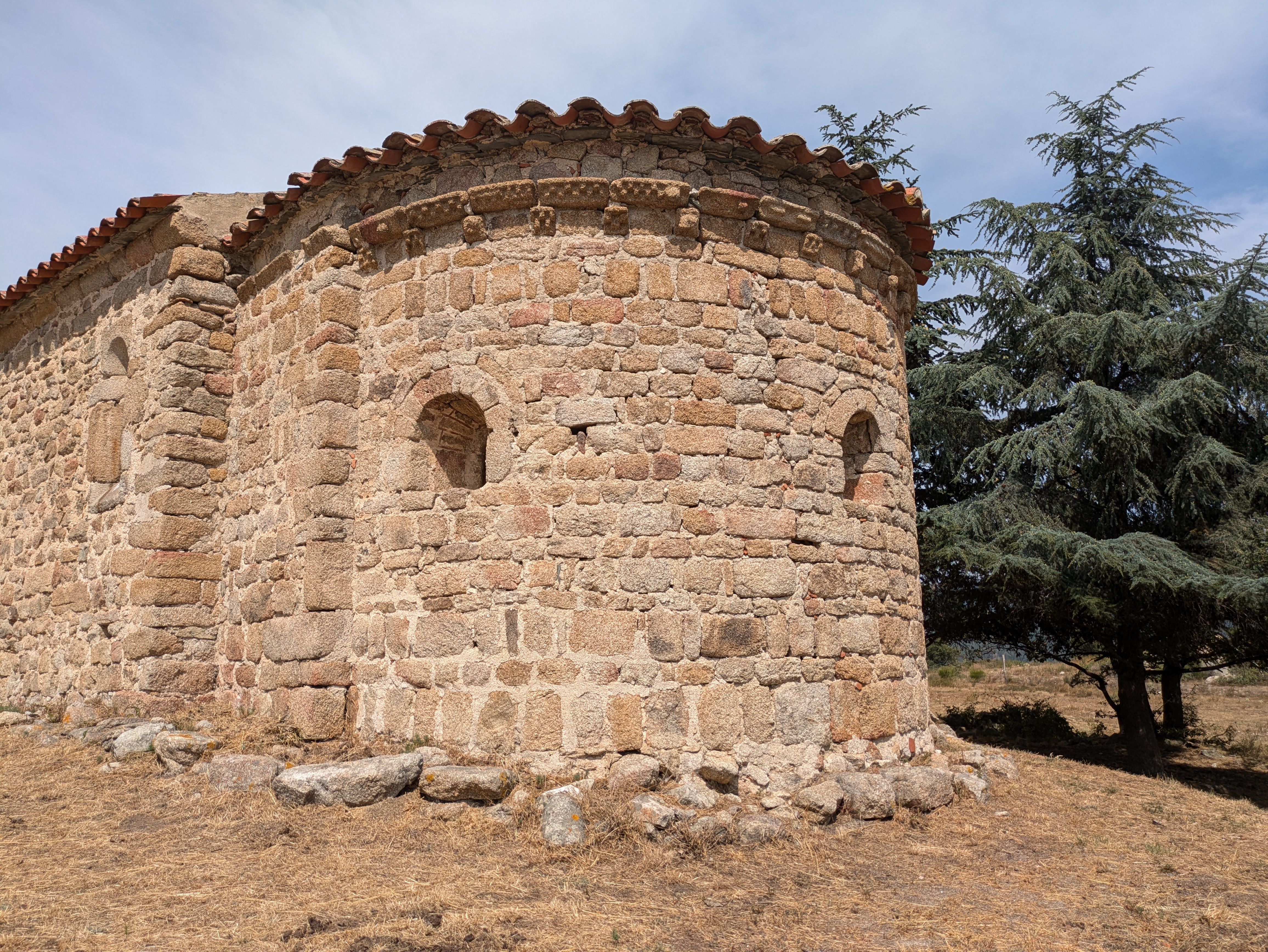
L'abside, Saint-Laurent d'Arsa

### Héraldique
| Blason de Sournia | Blason  | D'azur à trois fleurs de lys d'or.                    |
| Blason de Sournia | Détails | Le statut officiel du blason reste à déterminer.      |
| Blason de Sournia | Alias   | De sable à trois fasces componées d'or et de gueules. |